# بارسونز غرين (محطة مترو أنفاق لندن)
بارسونز غرين (بالإنجليزية: Parsons Green)‏ هي إحدى محطات مترو أنفاق لندن. تقع على خط ديستريكت أفتتحت في المنطقة (Zone) رقم 2 أفتتحت في 1 مارس 1880
بارسونز جرين هو مثلث صغير نسبيًا من الأرض المشتركة السابقة في منطقة بارسونز جرين في لندن بورو أوف هامرسميث (London Borough of Hammersmith) و (فولهام). 
تم تسميته على اسم عمداء أبرشية فولهام  الذين كان مكان إقامتهم ملاصقًا لهذه الرقعة من الأرض وبالتالي تم اعتماد الاسم للمنطقة بناءً على ذلك .
من أواخر القرن السابع عشر فصاعدًا ، أصبحت المنطقة المحيطة لها محورًا للمنازل الجميلة والأراضي التي بناها التجار والنبلاء على مسافة قريبة من لندن ، ولكن في بيئة أكثر صحية من المناطق الحضرية. وقد نجا عدد من المنازل الجورجية ، و بعضها حل محل مباني  تيودور وإليزابيث السابقة.
و في نهاية القرن التاسع عشر، تم تمديد سكة حديد المنطقة باتجاه نهر التايمز وويمبلدون . وفي عام 1880 تم افتتاح محطة سكة حديد تحمل اسمًا على بُعد بضع مئات من الأمتار من الزاوية الشمالية من منطقة بارسونز .فكان من الممكن بعد ذلك أستضافة نادي فولهام لكرة القدم لعدد من السنوات و لِلعب المباريات هناك.
ومن جانب أخر تقع مدرسة ليدي مارغريت في عدة مبانٍ قديمة على جانبها الشرقي . وأيضًا تُقام حملة سنوية لجمع التبرعات تسمى «Fair on the Green» في بارسونز جرين .

## معرض صور

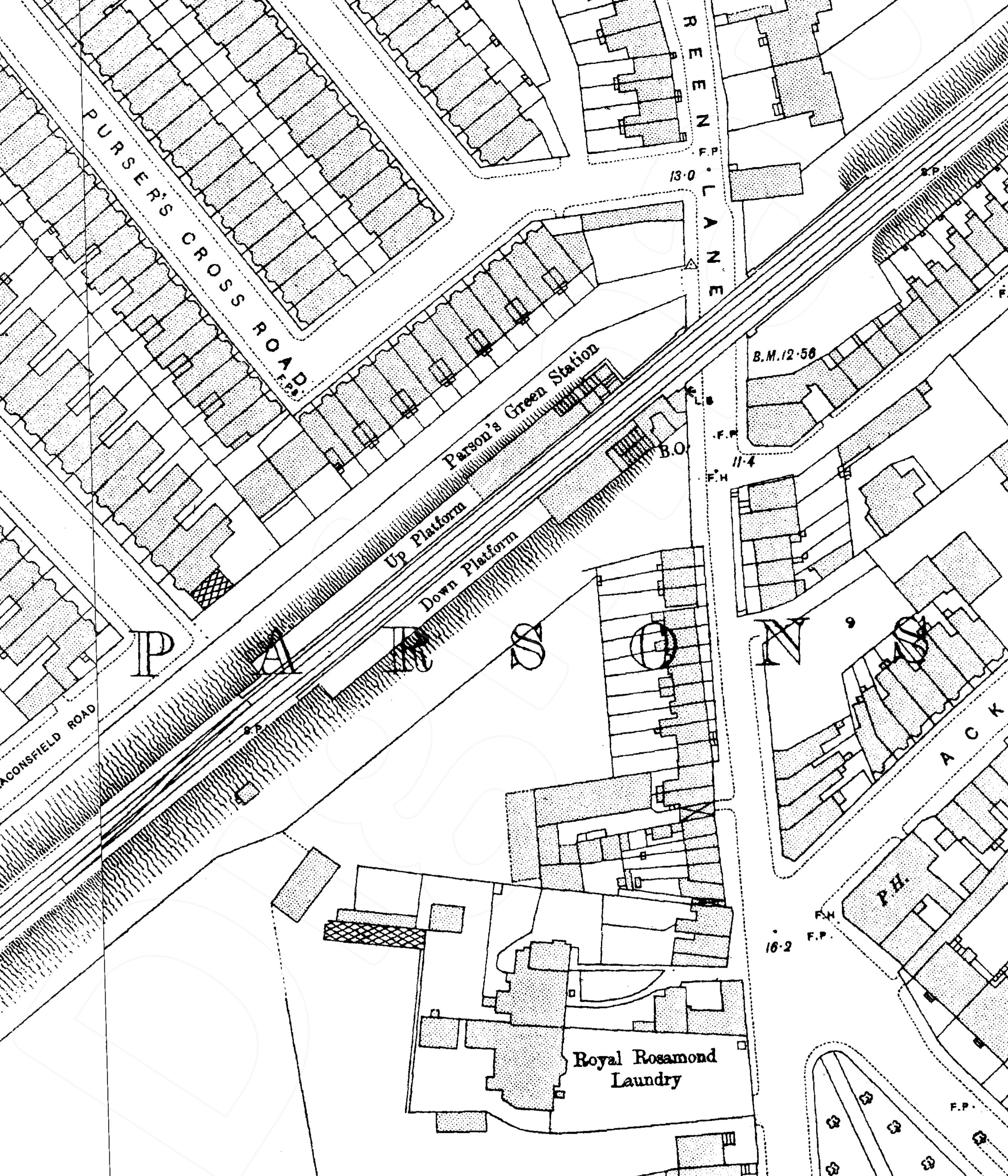
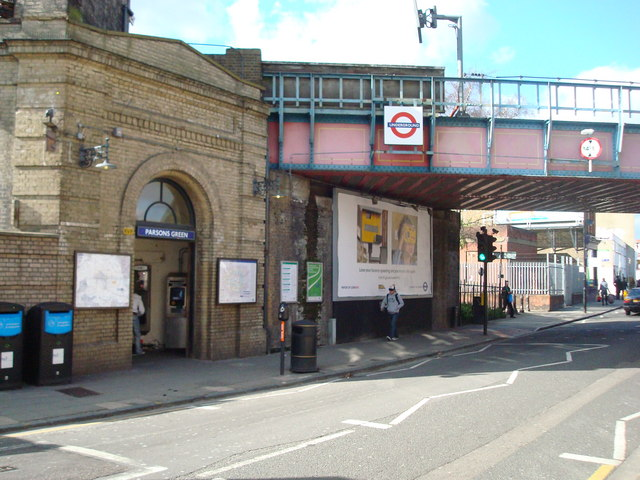
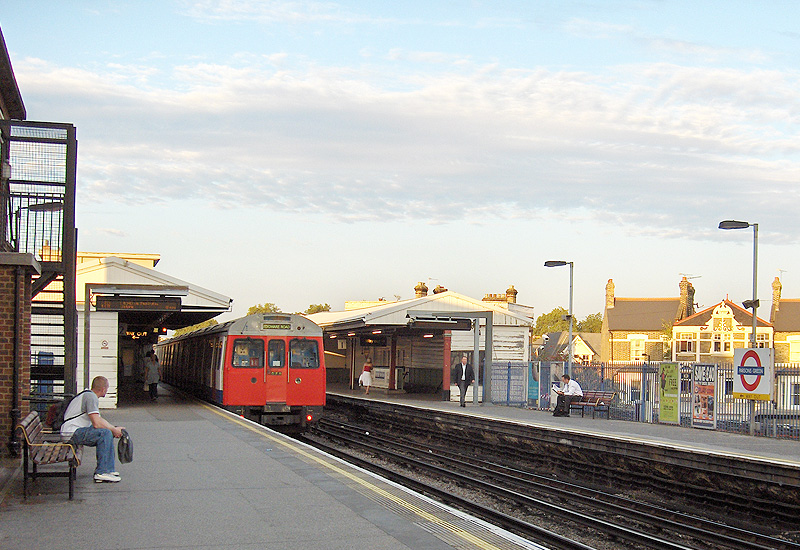
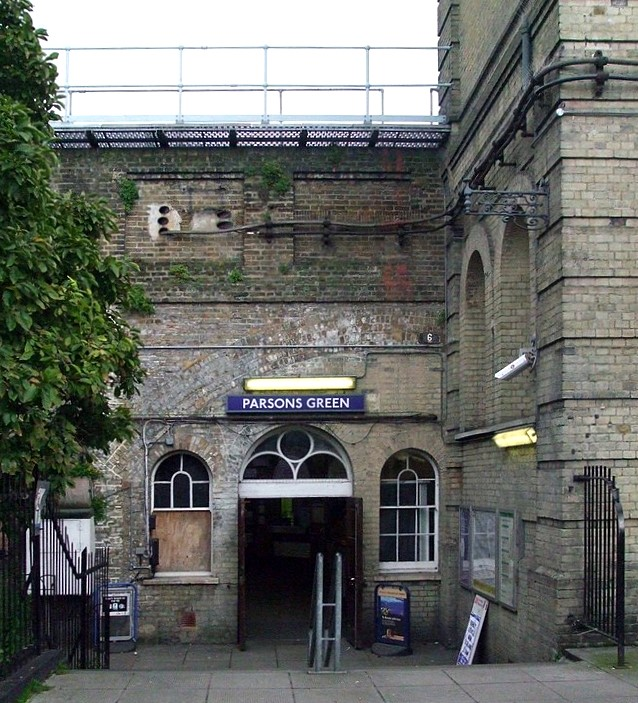
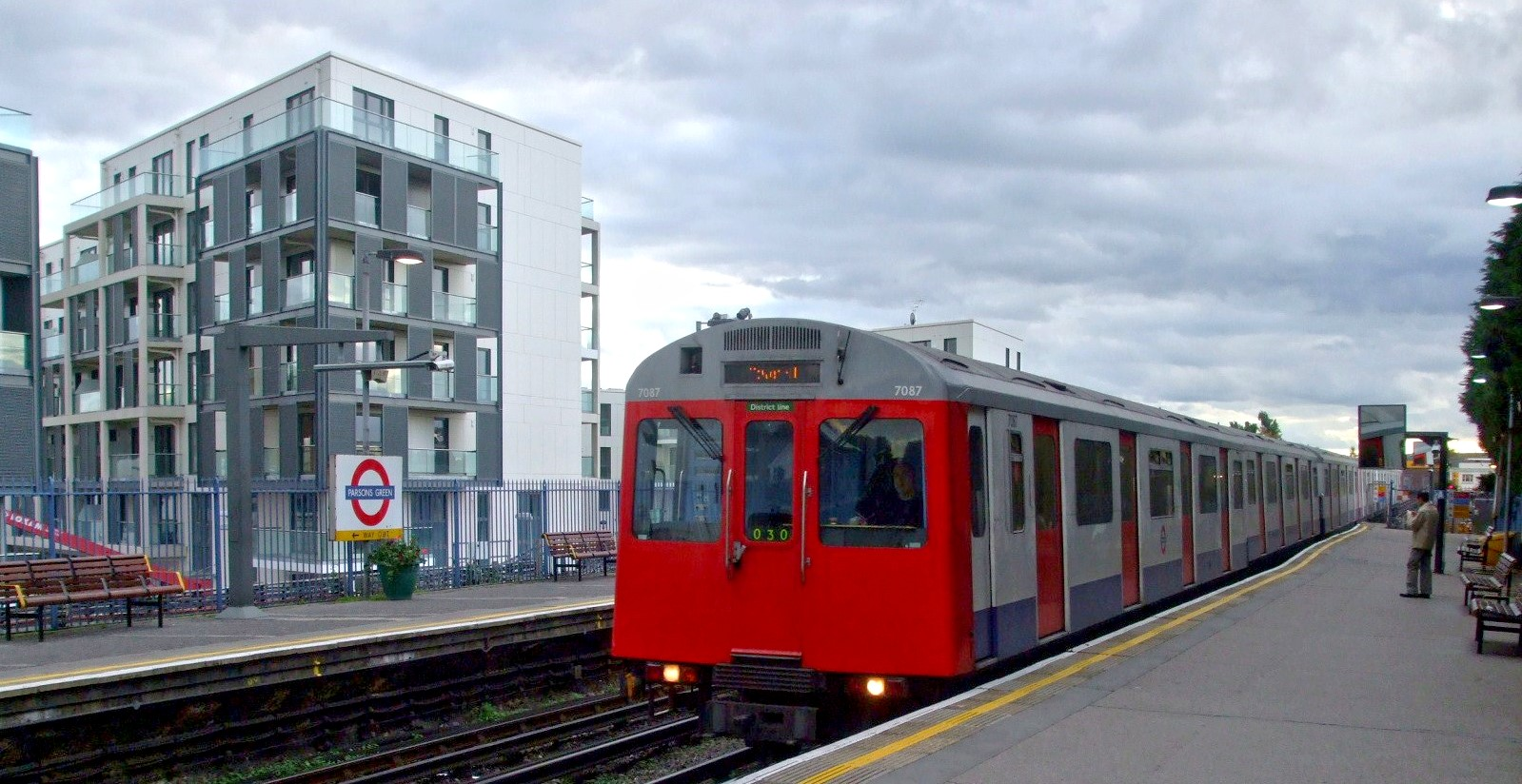